# Timothy Hutton
Timothy Hutton (Malibu, Californië, 16 augustus 1960) is een Amerikaanse acteur. Hij was in 1981 op twintigjarige leeftijd de jongste winnaar ooit van een Oscar voor de film Ordinary People (1980). Hierin speelde hij Conrad Jarrett.
Nu is hij bekend door zijn rol als Nate Ford in de Amerikaanse actie-serie Leverage. Leverage, gestart in 2008, heeft als voornaamste handeling dat vijf karakters die nogal twijfelachtige kwaliteiten hebben zich opwerpen als beschermers van mensen die zijn opgelicht of benadeeld door rijke figuren of firma’s. Nate is het hoofd van het team, was ooit fraudespecialist bij een verzekeringsmaatschappij, maar nadat zijn zoon sterft, knapt er iets bij Nate. Gedreven door wraak nam hij het besluit met zijn vier medewerkers de strijd tegen zijn vijanden te beginnen.
Zijn vader Jim Hutton vervulde een rol in de televisieserie Ellery Queen.
Hutton bezocht de Fairfax High School in Los Angeles en de Berkeley High School.
Zoals de filmografie laat zien speelde Hutton in vele films en televisieseries.

## Filmografie
- Never Too Late (1965) als Boy (hij was toen 5 jaar oud)
- Sultan and the Rock Star (1978)
- Zuma Beach (1978) als Art
- The Best Place to Be (1979) als Tommy Callahan
- Friendly Fire (1979) als John Mullen
- And Baby Makes Six (1979) als Jason Cramer
- Young Love, First Love (1979) als Derek Clayton
- The Oldest Living Graduate (1980) Cadet
- Ordinary People (1980) als Conrad Jarrett (Academy Award voor Beste Mannelijke Bijrol)
- Father Figure (1980) als Jim
- A Long Way Home (1981) als Donald Branch
- Taps (1981) als Cadet Major Brian Moreland
- Daniel (1983) als Daniel Isaacson
- Iceman (1984) als Dr. Stanley Shephard
- The Falcon and the Snowman (1985) als Christopher Boyce
- Turk 182 (1985) als Jimmy Lynch
- Made in Heaven (1987) als Mike Shea/Elmo Barnett
- A Time of Destiny (1988) als Jack
- Betrayed (1988)
- Everybody's All American (1988) als Donnie "Cake"
- Torrents of Spring (1989) als Sanin
- Q&A (1990) als Asst. District Attorney Aloysius Francis Reilly
- Strangers (1991) als Tom
- The Temp (1993) als Peter Derns
- The Dark Half (1993) als Thad Beaumont/George Stark
- Zelda (1993) als F. Scott Fitzgerald
- French Kiss (1995) als Charlie
- The Last Word (1995) als Martin Ryan
- Beautiful Girls (1996) als Willie Conway
- Mr. & Mrs. Loving (1996)
- The Substance of Fire (1996) als Martin Geldhart
- City of Industry (1997) als Lee Egan
- Playing God (1997) als Raymond Blossom
- Dead by Midnight (1997) als John Larkin/Sam Ellis
- Aldrich Ames: The Traitor Within (1998) als Aldrich Ames
- Vig (1998) als Frankie
- The General's Daughter (1999) als Col. William Kent
- Deterrence (1999) als Marshall Thompson
- The Lucky Strike (2000)
- The Golden Spiders: A Nero Wolfe Mystery (2000) als Archie Goodwin
- Deliberate Intent (2000) als Rod Smolla
- Just One Night (2000) als Isaac Alder
- WW 3 (2001) als Larry Sullivan
- A Nero Wolfe Mystery (2001–2002) als Archie Goodwin
- Sunshine State (2002) als Jack Meadows
- Kinsey (2004) als Paul Gebhard
- 5ive Days to Midnight (2004) als J.T. Neumeyer
- Secret Window (2004) als Ted Milner
- Last Holiday (2006) als Matthew Kragen
- Kidnapped (2006–2007) als Conrad Cain
- Off the Black (2006) als Mr. Tibbel
- Stephanie Daley (2006) als Paul
- Heavens Fall (2006) als Samuel Liebowitz
- The Kovak Box (2006) als David Norton
- The Good Shepherd (2006) als Thomas Wilson
- The Last Mimzy (2007) als David Wilder
- When a Man Falls in the Forest (2007) als Gary
- The Alphabet Killer (2008) als Richard Ledge
- Reflections (2008) als Tom
- Lymelife (2008) als Charlie Bragg
- Leverage (TV serie) (2008 - 2012) als Nate Ford
- The Killing Room (2009) als Crawford Haines
- Brief Interviews with Hideous Men (2009) als Subject #30
- Multiple Sarcasms (2009) als Gabriel
- Serious Moonlight (2009) als TBA
- Broken Hill (2009) als George McAlpine
- The Ghost Writer (2010) als Sidney Kroll
- Beautiful Boy (2018) als Dr. Brown